# Trachelipidae
Trachelipidae är en familj av kräftdjur. Trachelipidae ingår i ordningen gråsuggor och tånglöss, klassen storkräftor, fylumet leddjur och riket djur.